# アーサフ・ウッダウラ
アーサフ・ウッダウラ（ヒンディー語：आसफ़ उद दौला, ウルドゥー語: آصف الدولہ, Asaf ud-Daula, 1748年9月23日 - 1797年9月21日）は、北インドのアワド太守（在位：1775年 - 1797年）。
その治世、首都はファイザーバードからラクナウへと遷都され、ラクナウは文化と芸術の華が咲き、帝都デリーと肩を並べるほどとなった。

## 生涯

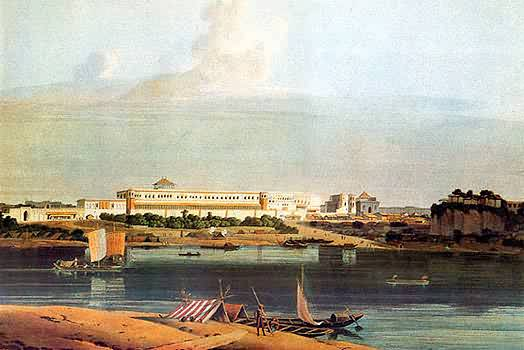
ラクナウの宮殿（この宮殿はシュジャー・ウッダウラの時代に建設された）

1748年9月23日、アワド太守シュジャー・ウッダウラの息子として生まれた。
1761年6月26日、ヤヒヤー・アリー・ハーンは「アーサフ・ウッダウラ」の称号を名乗るようになり、これが彼の一般的な呼称となった。
1775年1月26日、父である太守シュジャー・ウッダウラが死亡し、息子であるアーサフ・ウッダウラが太守位を継承した。
アーサフ・ウッダウラは即位後、同年に宮廷をファイザーバードからラクナウに遷し、新都ラクナウの建設をはじめ、1781年に首都をラクナウへと遷都した。
アーサフ・ウッダウラはアワドの王宮や市街地をはじめ、ルーミー・ダルワーザーといったトルコ門、シーア派の記念館バラー・イマームバーラーを建造するなど、新都ラクナウに独自のイスラーム文化を取り入れ、ラクナウは素晴らしい都市となった。
アワドの君主は様々な文化を保護したため、アワドでは独自のイスラーム文化が培われ、働き口が無くなったムガル帝国の画家をよく雇用した。アウラングゼーブの治世に衰退したムガル絵画の復興も行われ、ムガル帝国の様々な絵画が主体となった。アーサフ・ウッダウラもムガル絵画にとても理解を示し、彼はイギリスのベンガル総督にいくつかのムガル絵画を献上している。
アワドは衰退したムガル帝国の後を継ぎ、「アワドのムガル時代」といわれるような素晴らしい文化が作り上げられ、ムガル帝国の首都デリーを凌駕する繁栄だった。
また、イギリスから流入しもたらされたヨーロッパ風の絵画も、アワドでは大いに受け入れられ、のちの君主のたちは西洋風の肖像画を描かせている。
1797年9月21日、アーサフ・ウッダウラは死亡し、息子ワズィール・アリー・ハーンが後を継いだ。